# Augustdorf
Augustdorf (plattdeutsch: Up’n Doiern) ist eine Gemeinde in Nordrhein-Westfalen, Deutschland und gehört zum Kreis Lippe. Sie ist durch eine der größten Bundeswehr-Kasernen Deutschlands sowie durch einen Truppenübungsplatz bekannt.

## Geografie

### Geografische Lage
Augustdorf liegt im äußersten Südwesten des Kreises Lippe, etwa zehn Kilometer südwestlich von Detmold und 25 Kilometer südöstlich von Bielefeld, am Rand der Senne und am Fuße des Teutoburger Waldes. Die Sennegemeinde grenzt im Norden an Oerlinghausen und Lage, im Osten an Detmold, im Süden an Schlangen (alle Kreis Lippe) und im Westen an Schloß Holte-Stukenbrock (Kreis Gütersloh). Nach Norden hin erstreckt sich die Gemeinde in den Lippischen Wald (als Teil des Teutoburger Waldes), nach Süden dehnt sie sich in den Senne-Ebene aus. Die Lage des Ortes wird durch einen markanten Kalksteinbruch und die Dörenschlucht geprägt, die seit Alters her als Passweg durch den Teutoburger Wald dient.

### Geologie

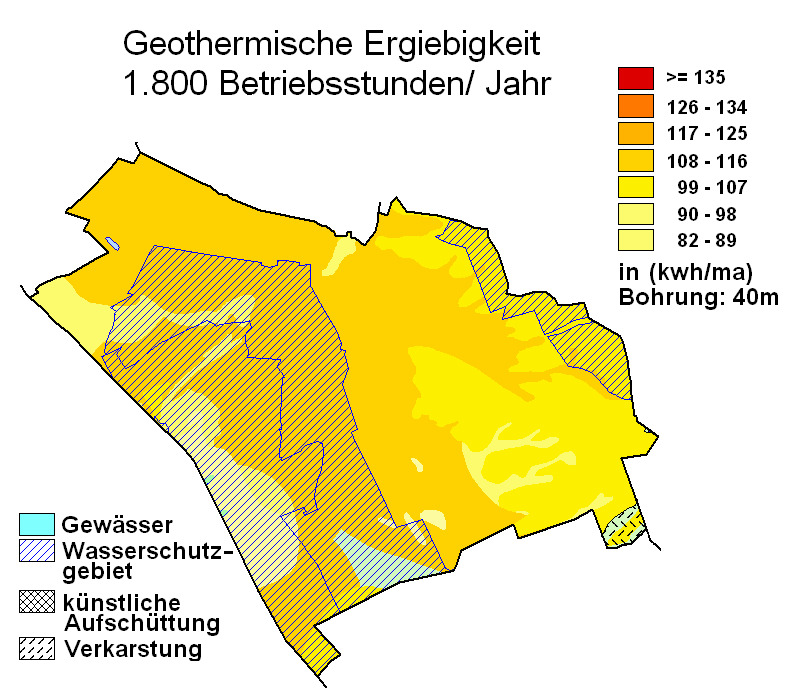
Geothermische Karte von Augustdorf

Augustdorf liegt in der Senne, deren Boden aus sandigen Schmelzwasserablagerungen des Sanders des Inlandeises mit Resten von Geschiebemergel besteht. Durch Wind sind Einzeldünen und Dünenfelder entstanden. Der weitere Untergrund besteht aus Festgestein. Die westlich geneigten Gesteine stammen aus dem jüngeren Erdmittelalter, die im Nordosten an die Oberfläche treten. Die Gesteinsvorkommen sind Tonmergel-, Kalkmergel-, Mergelkalk und Kalksteine aus der Oberen Kreide und Sandsteine der Unteren Kreide. Darunter schichten sich flach lagernder oder gefalteter Buntsandstein aus dem frühen Erdmittelalter und Devon, Karbon sowie Zechstein aus dem Erdaltertum.
Das Gemeindegebiet eignet sich weitestgehend gut zur Nutzung von geothermischen Wärmequellen mittels Erdwärmesonde und Wärmegewinnung durch Wärmepumpenheizungen. Lediglich vereinzelte Standorte so wie die Gebiete im Südwesten sind nicht geeignet (vgl. dazu die nebenstehende Karte).

### Ausdehnung und Nutzung des Gemeindegebiets
Die als „Große Landgemeinde“ klassifizierte Gemeinde erstreckt sich über eine Fläche von 42,18 km². Das Gemeindegebiet hat eine maximale Ausdehnung in Ost-West-Richtung von etwa zehn Kilometer und in Nord-Süd-Richtung von acht Kilometer.
| Fläche nach Nutzungsart | Landwirt- schafts- fläche | Wald- fläche | Gebäude-, Frei- und Betriebsfläche | Verkehrs- fläche | Wasser- fläche | Sport- und Grünfläche | sonstige Nutzung |
| ----------------------- | ------------------------- | ------------ | ---------------------------------- | ---------------- | -------------- | --------------------- | ---------------- |
| Fläche in km²           | 10,24                     | 20,81        | 4,54                               | 1,77             | 0,09           | 0,23                  | 4,51             |
| Anteil an Gesamtfläche  | 24,28 %                   | 49,34 %      | 10,76 %                            | 4,20 %           | 0,21 %         | 0,55 %                | 10,69 %          |

Der vergleichsweise hohe Anteil an Gebäude-, Frei- und Betriebsflächen sowie Flächen sonstiger Nutzung ergibt sich aus der Nutzung großer Teile der Senne als Truppenübungsplatz. Insgesamt werden rund 60 % des Gemeindegebietes militärisch genutzt.

## Geschichte
1775 ist das Gründungsjahr von Augustdorf. Am 11. Dezember 1775 unterzeichnete Graf Simon August zur Lippe einen Meierbrief, der August Simon Struß berechtigte, am Dören ein Kolonat und einen Krug anzulegen. Im Jahre 1779 wurde der Anbauplan für die neue Ansiedlung am Dören beschlossen, jedoch ging die Besiedlung zunächst langsam voran. 1780 standen nur vier strohgedeckte Hütten in der Ansiedlung. 1789 erhielt die Ansiedlung am Dören den Namen „Augustdorf“ – zur Erinnerung an den 1782 gestorbenen Grafen.
1890 legte sich die Militärverwaltung des Deutschen Reichs auf die Senne südlich von Augustdorf als Standort eines Truppenübungsplatzes fest, der 1892 in Betrieb genommen wurde und zunächst etwa 50 km² umfasste. Dabei wurden hauptsächlich unbesiedelte Flächen zum Sperrgebiet.

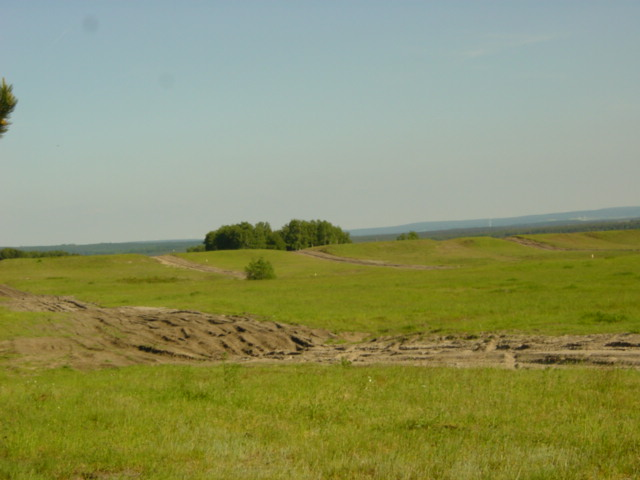
In der Senne

Seit Ende des Zweiten Weltkriegs steht der Platz unter britischer Verwaltung. Heute wird er sowohl von der britischen Armee (Standort Paderborn-Sennelager) als auch von der Bundeswehr in Augustdorf und anderen Truppen der NATO genutzt und zählt deshalb zu den ausländischen Militärbasen in Deutschland. Nicht nur durch die Bundeswehr hat sich Augustdorf mit den Jahrzehnten zu einer modernen Großgemeinde entwickelt.
Durch die Sperrung oder geringe Nutzung weiter Teile des Militärgebiets hat sich dort im Laufe der Jahrzehnte eine vielfältige Flora und Fauna erhalten, die in dieser Form einzigartig ist. Zur Erhaltung dieses Biotops soll das Gebiet des Truppenübungsplatzes deshalb nach Einstellung der militärischen Nutzung zum Nationalpark Senne-Egge erklärt werden. Ein Termin dafür steht jedoch noch nicht fest.
Am 11. März 1991 wurde das Furlbachtal durch den Landschaftsplan Senne zu einem Naturschutzgebiet erklärt, an dem die Gemeinde Augustdorf mit 84 von 205 ha einen großen Anteil hat.
In Augustdorf ist in der GFM-Rommel-Kaserne die Panzerbrigade 21 „Lipperland Brigade“ mit ca. 4500 Soldaten stationiert. Sie war der 7. Panzerdivision (Düsseldorf) unterstellt und wechselte im Juni 2006, im Rahmen der Transformation der Bundeswehr, zur 1. Panzerdivision (Oldenburg).
Die Jugendsiedlung Heidehaus, in Trägerschaft des paritätischen Wohlfahrtsverbandes, liegt im westlichen Gemeindegebiet mitten im Wald und ist eine Heimeinrichtung mit Bildungs- und Ausbildungsangeboten für Jugendliche. Zunächst wurde das Heidehaus nach dem Krieg für vertriebene, heimatlose Jugendliche errichtet. Im Jahr 2007 feierte die Jugendsiedlung ihren 60. Geburtstag.

### Religionen

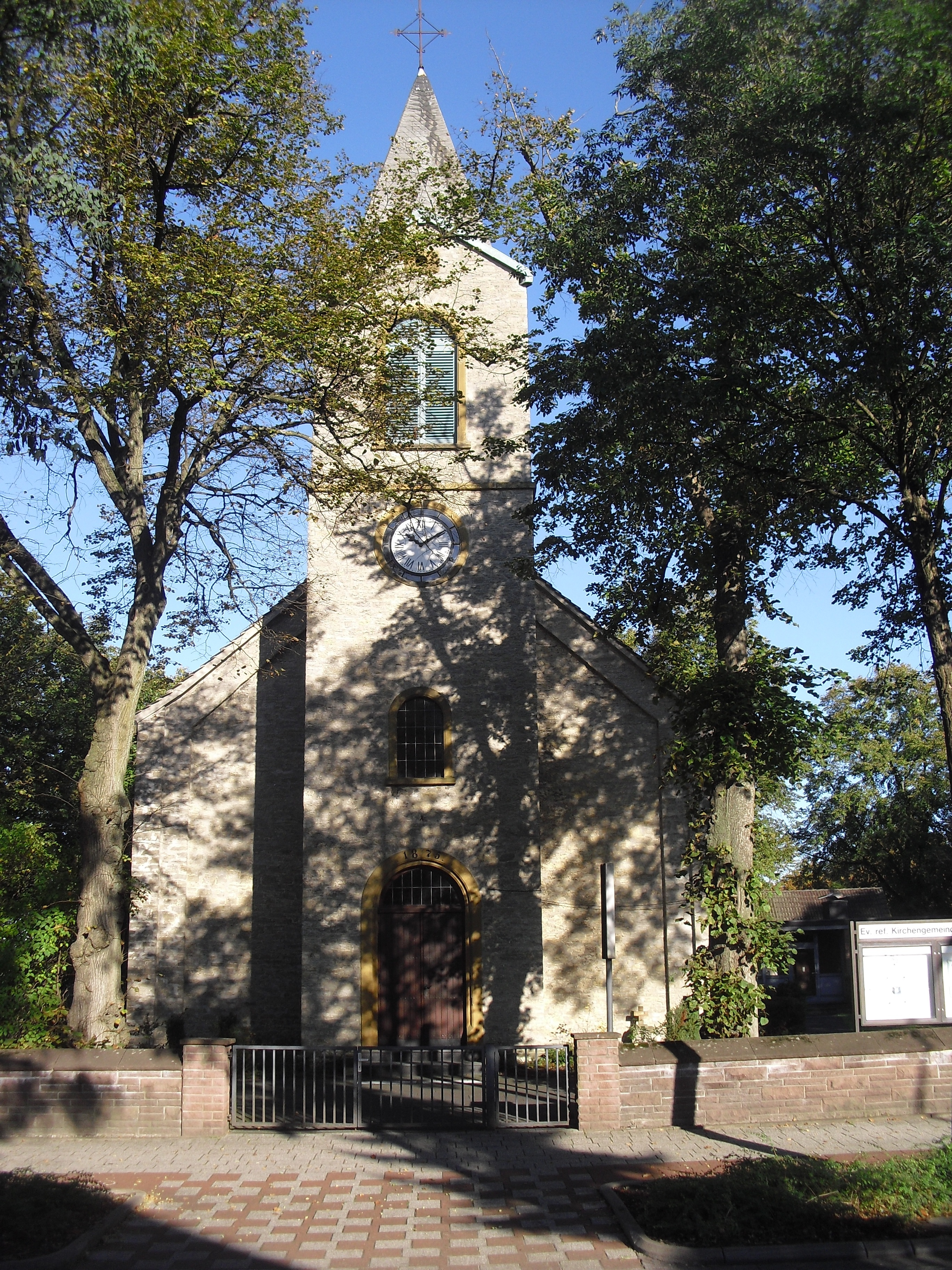
Alte Dorfkirche

Nach Gründung des Ortes 1775 gehörte die neugeschaffene Siedlung kirchlich zur evangelisch-reformierten Kirchengemeinde Stapelage. Die Siedler mussten zum Kirchgang den Weg bis zur Stapelager Kirche auf sich nehmen. Auch die ersten Bestattungen fanden in Stapelage statt. Ein erster Schritt zu einer eigenen Kirchengemeinde geschah durch die Schenkung eines Grundstücks der Augustdorfer Bauerschaft, um an dieser Stelle einen Friedhof zu errichten. Die Trauergottesdienste fanden zu diesen Zeiten noch in den jeweiligen Trauerhäusern statt. Im Jahr 1800 wurde auf dem Gelände des Friedhofes eine einfache Fachwerkkapelle gebaut. Dieses Datum gilt als Gründungsdatum der evangelisch-reformierten Kirchengemeinde Augustdorf. Schon nach wenigen Jahrzehnten wurde es nötig, die Kapelle durch einen neuen Bau zu ersetzen. Durch den Domänenbaurat Merckel, der in Lippe weitere Kirche in Schlangen, Leopoldshöhe, Bega und Almena errichtet hatte, wurde 1875 die jetzige „Alte Dorfkirche“ gebaut.
Bis zum Ende des Zweiten Weltkriegs war Augustdorf ein rein evangelisches Dorf reformierter Prägung gewesen. Danach brachten „volksdeutsche“ Flüchtlinge aus dem Baltikum und der Ukraine katholische Einflüsse nach Augustdorf. Mit Stationierung der Bundeswehr kamen Menschen weiterer Konfessionen ins Dorf. Menschen aus anderen Ländern, die in Augustdorf ihre Arbeit und später ihre Heimat gefunden hatten, brachten fremde Religionen ins Sennedorf. Der letzte größere Zuzug kam durch die Menschen aus den Gebieten der ehemaligen Sowjetunion, die meist baptistischen oder mennonitischen Glaubens sind. So gibt es heute neben der evangelisch-reformierten Kirche (Alte Dorfkirche) auch zwei Militärkirchen (evangelischer und katholischer Konfession). Neben den Gotteshäusern der großen Kirchen gibt es auch Bethäuser und Versammlungsorte baptistischer, mennonitischer und anderer freikirchlicher Gemeinden sowie eine Moschee der islamischen Glaubensgruppen.

### Konfessionsstatistik
Ein Indiz für die heutige Verteilung der Religionen kann die konfessionelle Zugehörigkeit der Schüler in Augustdorf sein. Demnach gaben im Schuljahr 2006/2007 42,4 % der Schüler evangelisch, 8 % katholisch und 12,1 % islamisch als Religionszugehörigkeit an. 33,2 % gaben eine andere Religionszugehörigkeit und 4,3 % keine Konfession an. Gemäß der Volkszählung 2011 waren 35,0 % der Einwohner evangelisch, 10,7 % römisch-katholisch und 54,3 % waren konfessionslos, gehörten einer anderen Religionsgemeinschaft an oder machten keine Angabe.

### Eingemeindungen

Zugänge (grün) und Abgänge (rot) zur ehemaligen Gemeinde Augustdorf. Jetzige Gemeinde Augustdorf entspricht in etwa den grauen und grünen Gebieten. Später kamen noch Teile von Hörste im Norden zu Augustdorf. Der alte Gebietsstand entspricht den roten und grauen Gebieten. Anmerkung: Das Kerngebiet von Pivitsheide VL liegt nördlich von Augustdorf.

Es gab in der Diskussion über die Neugliederung der Gemeinden in Nordrhein-Westfalen zunächst Überlegungen, Augustdorf nach Lage oder Detmold einzugemeinden oder auch mit Stukenbrock zu vereinigen. Als am 11. November 1969 das Gesetz über die Neugliederung der Gemeinden verabschiedet wurde, war aber klar: Augustdorf bleibt eine eigenständige Gemeinde. Der Truppenübungsplatz, der Teutoburger Wald und die Kreis- und Konfessionsgrenze waren Hürden, die einer Eingemeindung entgegenstanden. Gebietsteile von Hörste und Pivitsheide, Vogtei Lage kamen am 1. Januar 1970 zu Augustdorf.

### Einwohnerentwicklung
War bis Mitte der 1990er Jahre noch ein Wachstum auf 12.000 bis 15.000 Einwohner prognostiziert, nimmt die Einwohnerzahl seit 2002 von Jahr zu Jahr leicht ab. Laut Landesamt für Datenverarbeitung und Statistik des Landes NRW wohnten am 31. Dezember 2007 in Augustdorf 9721 Menschen. Die Soldaten der GFM-Rommel-Kaserne werden in dieser Statistik jedoch nicht erfasst.

## Politik
Augustdorf gehört zum Landtagswahlkreis Lippe III (99), in dem bei der Landtagswahl 2017 Dennis Maelzer (SPD) als Direktkandidat gewählt wurde. Auf Bundesebene gehört Augustdorf zum Bundestagswahlkreis Höxter – Lippe II (137), in dem 2017 Christian Haase (CDU) als Direktkandidat gewählt wurde.

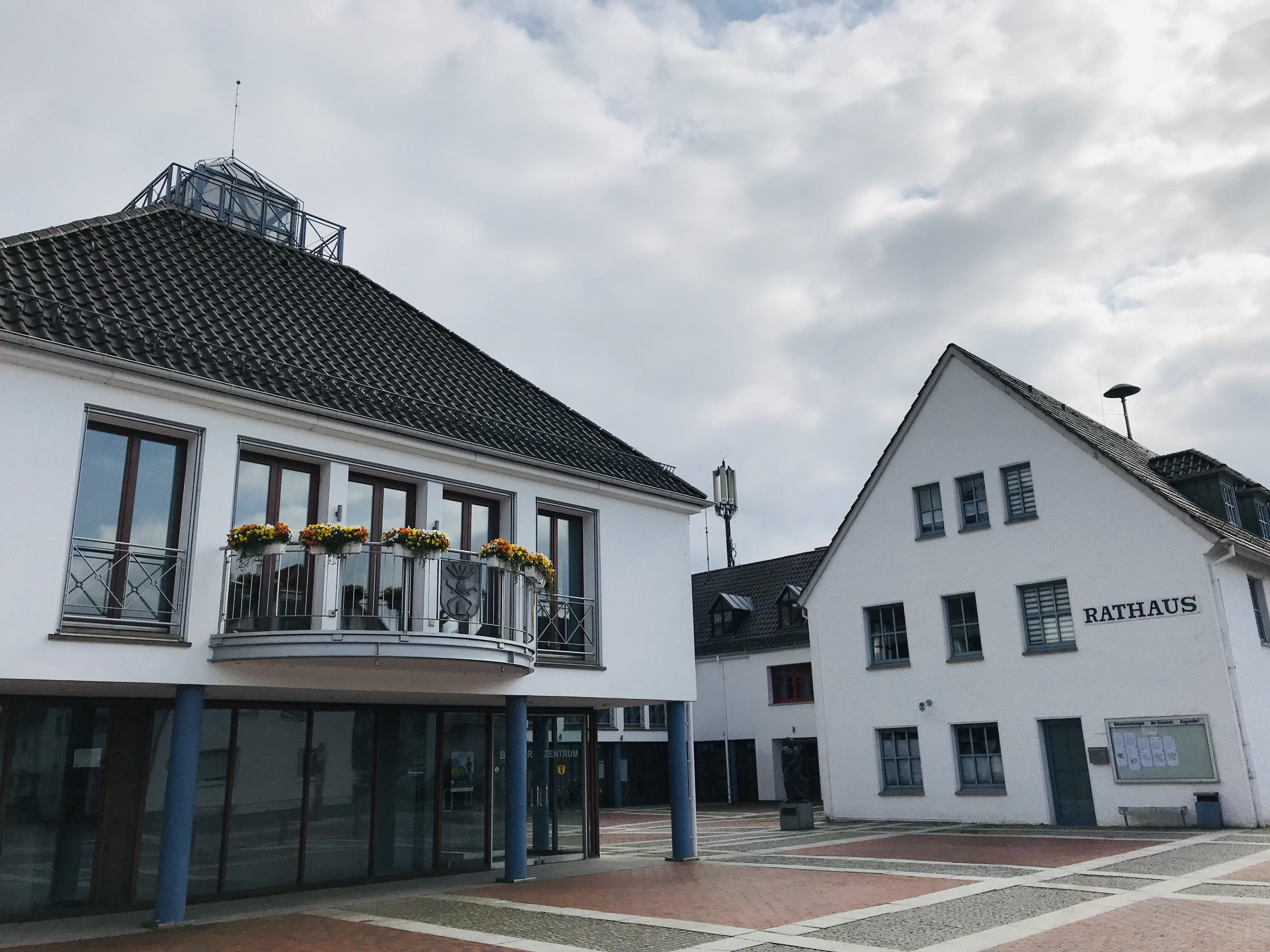
Augustdorfer Rathaus und Bürgerzentrum

### Gemeinderat
Der Gemeinderat aus Augustdorf setzt sich derzeit aus 26 Ratsfrauen und Ratsherren zusammen. Hinzu kommt der Bürgermeister als Ratsvorsitzender. Im Jahr August 2021 verließen 10 der 13 Ratsmitglieder die CDU-Fraktion. Derzeit bestehen folgende Fraktionen im Gemeinderat: DBA (Demokratische Bürger Union) (10 Ratsmitglieder), SPD (8 Ratsmitglieder), CDU (3 Ratsmitglieder), FWG (Freie Wählergemeinschaft) (3 Ratsmitglieder) und FDP (2 Ratsmitglieder) (Stand November 2022). Die folgende Tabelle zeigt die Kommunalwahlergebnisse seit 1975:
| [ 12 ] [ 13 ] [ 14 ] | 2020  | 2020  | 2014  | 2014  | 2009  | 2009  | 2004  | 2004  | 1999  | 1999  | 1994  | 1994  | 1989  | 1989  | 1984  | 1984  | 1979  | 1979  | 1975  |
| Partei               | Sitze | %     | Sitze | %     | Sitze | %     | Sitze | %     | Sitze | %     | Sitze | %     | Sitze | %     | Sitze | %     | Sitze | %     | Sitze |
| -------------------- | ----- | ----- | ----- | ----- | ----- | ----- | ----- | ----- | ----- | ----- | ----- | ----- | ----- | ----- | ----- | ----- | ----- | ----- | ----- |
| CDU                  | 13    | 47,88 | 12    | 44,07 | 12    | 41,73 | 14    | 53,83 | 12    | 44,86 | 11    | 40,19 | 09    | 31,59 | 10    | 37,23 | 12    | 44,05 | 13    |
| SPD                  | 08    | 29,65 | 08    | 32,27 | 09    | 29,65 | 07    | 26,41 | 09    | 34,54 | 13    | 45,35 | 11    | 40,29 | 16    | 56,77 | 13    | 49,58 | 12    |
| FWG1                 | 03    | 12,52 | 05    | 18,31 | 07    | 22,15 | 04    | 16,94 | 03    | 13,07 | 03    | 12,19 | 05    | 17,34 | −     | −     | −     | −     | −     |
| FDP                  | 01    | 05,11 | 01    | 04,86 | 02    | 06,47 | 01    | 02,81 | 01    | 02,96 | 0     | 02,28 | 0     | 03,95 | 01    | 06,00 | 02    | 06,37 | 02    |
| Aufbruch-C           | 01    | 04,84 | −     | −     | −     | −     | −     | −     | 0−    | 0−    | −     | −     | 0−    | 0−    | −     | −     | −     | −     | −     |
| Grüne                | –     | –     | −     | −     | −     | −     | −     | −     | 01    | 04,57 | −     | −     | 02    | 06,84 | −     | −     | −     | −     | −     |
| Gesamt2              | 26    | 100   | 26    | 100   | 30    | 100   | 26    | 100   | 26    | 100   | 27    | 100   | 27    | 100   | 27    | 100   | 27    | 100   | 27    |
| Wahlbeteiligung      | 56,73 | 56,73 | 44,23 | 44,23 | 55,68 | 55,68 | 59,58 | 59,58 | 57,39 | 57,39 | 81,60 | 81,60 | 68,61 | 68,61 | 72,18 | 72,18 | 73,60 | 73,60 | 85,17 |

1Freie Wählergemeinschaft

2ohne Berücksichtigung von Rundungsdifferenzen

Sitzverteilung im Gemeinderat von 2009 bis 2014
Zum Vergleich: Sitzverteilung im Gemeinderat von 2004 bis 2009

### Bürgermeister
Amtierender hauptamtlicher Bürgermeister ab November 2020 ist Thomas Katzer (SPD). Er konnte sich in der Stichwahl am 27. September 2020 gegen Andreas J. Wulf mit 52,24 % der Stimmen durchsetzen. Wulf erhielt 47,76 % der Stimmen und verlor damit die Stichwahl.
- 1946 Heinrich Kanne
- 1946 Hermann Strate
- 1946–1948 Adolf Böger
- 1948–1952 August Büker
- 1952–1954 Heinrich Wiebusch
- 1954–1969 Adolf Rott
- 1969–1975 Willi Erfkamp
- 1975–1994 Kurt Wistinghausen (SPD)
- 1994–1998 Heinrich Wieking (CDU)
- 1998–2004 Peter Hufendiek (CDU)
- 2004–2020 Andreas J. Wulf (CDU)
- ab 31. Oktober 2020 Thomas Katzer (SPD)

### Wappen, Banner und Flagge
| Banner, Wappen und Hissflagge |  |
|                               |  |
|                               |  |

Mit Urkunde vom 25. Oktober 1951 bekam die Gemeinde Augustdorf das Recht, ein Wappen zu führen.
Blasonierung: Unter einem roten Schildhaupt, darin fünf fächerförmig gestellte goldene Ähren, in goldenem Feld zwei abwärtsgewandte schräggekreuzte Plaggenhauen mit roten Stielen, in den Winkeln oben eine rote fünfblättrige Rose mit goldenen Butzen und goldenen Blättern und unten ein roter Bienenkorb.
Die auf dem Wappen verwendeten Symbole deuten auf die Geschichte der Gemeinde. Auf den trockenen Sandböden der Senne konnte lediglich Roggen angebaut werden, der durch die Ähren symbolisiert wird. Als Dünger dienten Heideplaggen, die auch als Einstreu für die Viehställe genutzt wurden. Die Plaggen wurden mit den Plaggenhauen abgeschlagen. Die fünfblättrige Rose ist das Zeichen für das Land Lippe. Der Bienenkorb verweist auf die Bienenhaltung in den früheren Jahrhunderten in der Senne. Das Heidekraut bot genügend Nahrung und viele Imker brachten ihre Völker über den Teutoburger Wald in die Senne.
Am 19. März 1968 verlieh der Innenminister des Landes Nordrhein-Westfalen der Gemeinde die Führung von Banner und Flagge.
Banner: Rot-Gold 1:1 längsgestreift mit dem Gemeindewappen oberhalb der Mitte
Flagge: Rot-Gold 1:1 längsgestreift mit dem von der Mitte nach vorn verschobenen Gemeindewappen.

### Städtepartnerschaften
Am 3. November 1990 wurde in Wanzleben (Landkreis Börde in Sachsen-Anhalt) eine Partnerschaftsurkunde unterzeichnet. Bereits zu DDR-Zeiten bemühte sich Augustdorf um eine Partnerschaft. Da 1937 der Truppenübungsplatz in Augustdorf erweitert wurde, fanden viele Bewohner des Ortsteils Haustenbeck eine neue Heimat im Wanzlebener Ortsteil Blumenberg. Ziel der Partnerschaft ist, die Begegnung von Bürgerinnen und Bürgern und den Gruppen und Vereinen der Gemeinden zu fördern.
Vom 20. August 1999 bis zum 30. Juni 2015 war die Gemeinde Augustdorf Pate des Panzerartilleriebataillons 215, welches bis zur Auflösung in Augustdorf stationiert war. Erklärtes Ziel war es, das Miteinander der Bürger und Soldaten zu fördern.
Seit dem 24. September 2015 besteht eine Patenschaft der Gemeinde mit der 1. Kompanie des Panzergrenadierbataillons 212. Das Bataillon ist in der Generalfeldmarschall-Rommel-Kaserne in Augustdorf stationiert.

## Kultur und Sehenswürdigkeiten

### Theater
Die Gemeinde Augustdorf hat kein Theater, jedoch hat der inzwischen aufgelöste Kulturkreis Augustdorf e. V. eine jährliche Varietéveranstaltung mit internationalen Künstlern ins Leben gerufen, die inzwischen von einer Künstleragentur weiterhin veranstaltet wird. Das Varietè findet in der Horatec-Arena statt.

### Museen
Der Heimatverein Augustdorf führt im Keller der Grundschule in der Senne ein kleines Heimatmuseum, das ein- bis zweimal im Jahr geöffnet ist. Darüber hinaus gibt es innerhalb des Kasernengeländes eine Sammlung zur Militärgeschichte, die nach Anmeldung zu besichtigen ist.

### Musik
Seit über 35 Jahren ist die Tanz- und Trachtengruppe Augustdorf e. V. mit Volkstänzen aus Augustdorf und Lippe international unterwegs. Weitere musikalische Betätigungen bietet der Posaunenchor der ev.-ref. Kirchengemeinde sowie der Heimatverein mit seiner Musikkapelle.

### Bauwerke

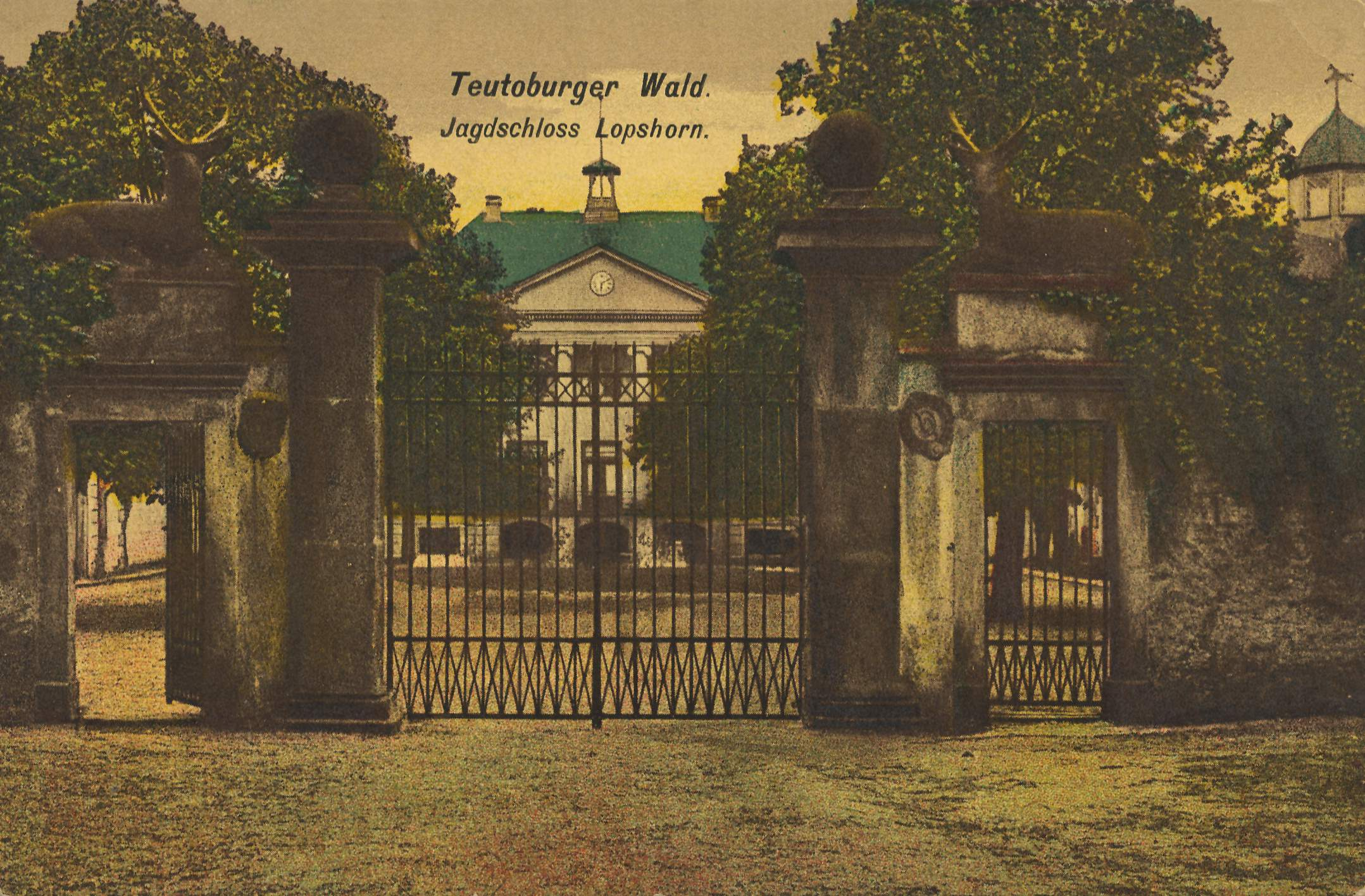
Jagdschloss Lopshorn, um 1900

Die evangelisch-reformierte Dorfkirche ist der Nachfolgebau einer Fachwerkkapelle aus dem Jahr 1800. Die Kirche entstand 1875 nach Plänen des Architekten und fürstlich lippischen Baubeamten Ferdinand Ludwig August Merckel, der auch die Kirchen in Leopoldshöhe, Almena, Bega und Schlangen entwarf. Die „Alte Dorfkirche“ ist ein schlichter Bruchstein-Saalbau mit dreiachsigem Langhaus, erhöhtem Querhaus und Rechteck-Chor, sie steht unter Denkmalschutz. Zum Kirchenjubiläum wurde sie in Zusammenarbeit mit der behördlichen Denkmalpflege im Winter 1999/2000 von Grund auf renoviert. Die Innenraumgestaltung erfolgte auf Grundlage alter Fotografien und historischer Befunde durch Auszubildende der Restauratoren-Fachschule Akademie Schloss Raesfeld e. V.
Für örtliche und regionale Veranstaltungen steht die Horatec-Arena am Inselweg als multifunktionale Sport- und Veranstaltungshalle zur Verfügung. Sie bietet rund 800 Tribünenplätze, ein großzügiges Foyer und eine angemessene Infrastruktur für die verschiedensten Veranstaltungen. Insgesamt finden während einer Veranstaltung bis zu 1200 Personen Platz in der Halle.
In den Jahren 1937 bis 1939 sind 40 Wohngebäude der Erweiterung des Truppenübungsplatzes zum Opfer gefallen. Darunter auch die von den Bodelschwinghschen Anstalten gebauten Höfe Wagnerhof, Sigmarshof und der Heimathof. Die letzten Gebäude wurden für den Truppenübungsplatz 1963 geräumt.
Nach dem Zweiten Weltkrieg fiel das Jagdschloss Lopshorn der lippischen Fürsten einem Brandanschlag von Kriegsgefangenen zum Opfer. Die Ruine ist heute fast nicht mehr zu sehen und befindet sich auf der Schießbahn A.
Die katholische Garnisonkirche Maria, Königin des Friedens wurde 1958 als erste katholische Garnisonkirche der Bundeswehr erbaut. Sie steht seit 2013 unter Denkmalschutz. Ihr Baukörper erinnert an ein abgespanntes Zelt. Sie steht direkt neben dem Kasernenzaun und ist dadurch laut Begründung des Denkmalwerts auch „ein Identifikationspunkt der zivilen Bevölkerung mit der Bundeswehr“.

### Parks
Einen Park im klassischen Sinne gibt es in Augustdorf unterhalb des Jugendzentrums an der Pivitsheider Straße. Auf dem Gelände befindet sich ein Spielplatz, ein Multifunktionsspielfeld und mehrere Fitnessgeräte, die jedem zugänglich sind.
Zahlreiche Wanderwege beginnen in Augustdorf und führen durch die Heidelandschaft der Senne. Schulklassen und Gruppenreisende können die Angebote der GNS Senne (Gesellschaft für Naturschutz Senne) nutzen, die in Augustdorf ein Umweltbildungszentrum betreibt. Die GNS bietet Wanderungen und Aktivitäten rund um die Senne und Naturschutz an.

### Naturschutzgebiete

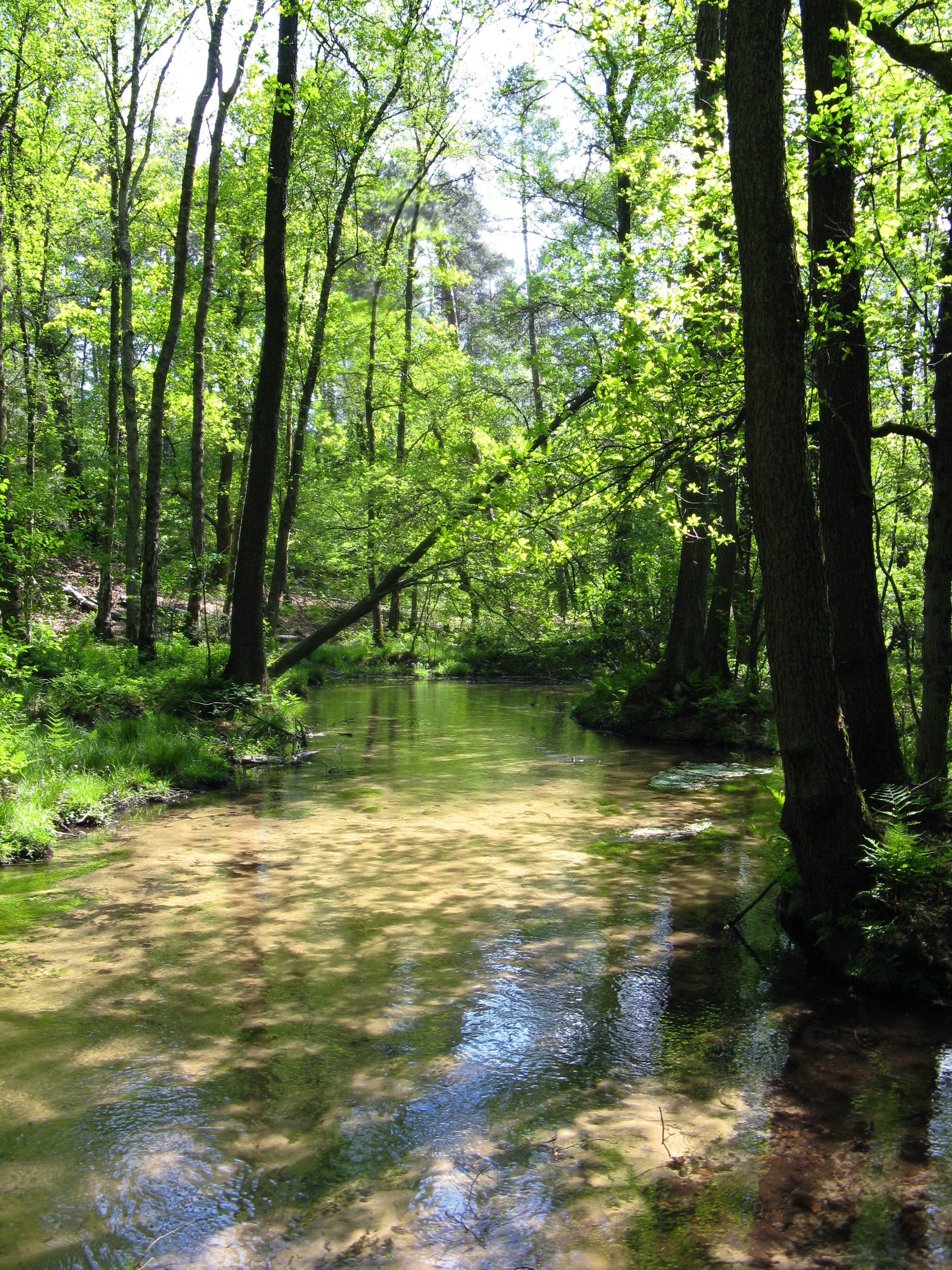
Der Furlbach im Naturschutzgebiet Furlbachtal

In Augustdorf sind drei Naturschutzgebiete ausgewiesen. Das größte unter ihnen wird unter der Schlüsselnummer LIP-066 als Östlicher Teutoburger Wald geführt. Es hat eine Größe von 2.323,4736 ha und erstreckt sich über die Gemeinden Schlangen, Augustdorf, Detmold, Lage und Oerlinghausen. Deutlich kleiner ist das Ölbachtal mit Augustdorfer Dünenfeld (LIP-002). Es hat eine Größe von 168,4737 ha. Die Schluchten und Moore am oberen Furlbach (LIP-018) erstrecken sich über eine Fläche von 92,9690 ha und reichen bis in den Kreis Gütersloh.

### Sport
In Augustdorf existieren sieben Sportvereine (Stand: Mai 2023), welche in unterschiedlichen Bereichen aktiv sind. Die Sportvereine konnten im Laufe der Zeit hierbei unterschiedliche Erfolge erzielen.

#### TuSG 1920 Augustdorf e.V.
Die Turn- und Sportgemeinde (TuSG) Augustdorf ist der älteste Sportverein in Augustdorf. Der Verein wurde 1920 als reiner Turnverein gegründet, bietet heute allerdings eine Vielzahl von Sportangeboten an. Hierzu zählen neben Turnen unter anderem auch Handball, Tennis, Kempo, Cheerleading, Bogensport, Basketball und Gesundheitssport. Bis 1956 gehörte auch eine Fußballabteilung zum Verein, die sich dann allerdings selbständig gemacht hat.
Zu den ältesten und größten Abteilungen der TuSG Augustdorf zählt die Handballabteilung. Diese wurde im September 1926 gegründet. Nach der Neugründung des Vereins im Jahr 1946 bildete die Feldhandballabteilung einen Schwerpunkt des Vereins. Hier konnten in den folgenden Jahren auch beachtliche Erfolge erzielt werden. So gelang der Herrenmannschaft 1961 der Aufstieg in die Oberliga und im Jahr 1969 in die Regionalliga. Beides die damals höchsten Spielklassen im Handball.
Nachdem Feldhandball 1976 offiziell ein Ende gefunden hatte, konzentrierte sich auch die TuSG Augustdorf auf den Hallenhandball. Erste Spielstätte war die Ende 1975 erbaute Sporthalle am Inselweg.
Um den Handballsport in Augustdorf zu stärken, gründete die TuSG Augustdorf im Jahr 1994 gemeinsam mit dem SV Hövelhof e. V. eine Handballspielgemeinschaft. Zuvor bildeten die beiden Vereine bereits eine Jugendspielgemeinschaft. Die HSG Augustdorf/Hövelhof schaffte 2002 den Aufstieg in die 2. Bundesliga Nord, in der die Spielgemeinschaft bis 2007 spielten. Nach einem Jahr in der Regionalliga West spielte die 1. Herrenmannschaft der HSG Augustdorf/Hövelhof bis 2018 durchgehend in der Oberliga des Handballverbandes Westfalen e. V.
Nach dem Verzicht auf das Startrecht in der Oberliga spielte die Mannschaft ab der Saison 2018/2019 in der Bezirksliga des Handballkreises Lippe e. V. Im Rahmen einer Neustrukturierung des Handballs in Augustdorf nannte sich die Spielgemeinschaft – inzwischen mit dem Handball Club Hövelhof e. V. – ab der Saison 2020/2021 in SG Sandhasen – Augustdorf – Hövelhof um.

#### FC Augustdorf e. V.
Der FCE Augustdorf 46/77 spielte in der Serie 2008/2009 nach einem insolvenzbedingten Zwangsabstieg Fußball in der Kreisliga A Detmold im Fußball- und Leichtathletik-Verband Westfalen. Der Verein trug die Heimspiele seiner Senioren- und Jugendmannschaften auf dem Heidesportplatz (Kunstrasen) und dem Sportplatz Am Schlingsbruch (Naturrasen) aus.
Am 3. Februar 2009 wurde der Nachfolgeverein FC Augustdorf e. V. gegründet, der alle sportrechtlichen und spieltechnischen Verpflichtungen des FCE Augustdorf 46/77 übernommen hat und den Spielbetrieb mit allen Mannschaften fortsetzt. In der Serie 2013/2014 spielte der FC Augustdorf e. V. mit der 1. Mannschaft nach einem geglückten Aufstieg in der Landesliga. Die Klasse konnte jedoch nicht gehalten werden, so dass der Verein in der Saison 2014/2015 wieder in der Bezirksliga spielte. Nach einem weiteren Abstieg spielte der Verein in der Serie 2015/2016 wieder in der Kreisliga A. Am Ende dieser Saison gelang jedoch erneut der Aufstieg in die Bezirksliga. Im Jahr 2018 und 2020 gewann der FC Augustdorf jeweils als größte Erfolge neben dem Aufstieg in die Landesliga den renommierten LZ-Cup. Dabei handelt es sich um ein von mehreren Sponsoren (u. a. die Lippische Landeszeitung) unterstützten Wettbewerb, an dem Fußballvereine aus den FLVW-Kreisen Detmold und Lemgo teilnehmen. Nach der Saison 2023/2024 stieg der Verein erneut ab und spielt ab der Saison 2024/2025 wieder in der Kreisliga A. 
Der SC Augustdorf e. V. (gegründet 2010) nahm mit einer Herrenmannschaft nach einem Aufstieg 2012/2013 ab der Saison 2013/2014 ebenfalls am Spielbetrieb der Kreisliga A im Fußball- und Leichtathletik-Verband Westfalen Kreis Detmold teil. In der Saison 2017/2018 musste die Mannschaft jedoch einen Abstieg in die Kreisliga B hinnehmen. Zum 1. November 2018 wurde die Mannschaft vom Spielbetrieb abgemeldet. Der Verein wurde aufgelöst.

#### Weitere Sportvereine
Eine DLRG-Ortsgruppe Augustdorf ermöglicht Kindern, Jugendlichen und Erwachsenen donnerstags abends im Hallenbad der GFM-Rommel-Kaserne schwimmen zu lernen und (Rettungs-)Schwimmabzeichen abzulegen. Ferner ist der RSV Schwalbe Augustdorf im Kunstradfahren national bekannt.

#### Sportstätten
Für den Schul- und Vereinssport stehen den Sportlern die Schulsporthalle der Grundschule am Schlingweg, die Sporthallen I und II am Inselweg sowie die horatec-Arena am Inselweg zur Verfügung. Diese Sporthallen bilden ein gut ausgestattetes Sportzentrum, das durch den angrenzenden Heidesportplatz mit einem Kunstrasen-Jugendspielfeld, Basketballplatz, Fitnessgeräten und einer verkürzten Laufbahn ergänzt wird. Ein Natur- und ein Kunstrasenplatz mit Flutlichtanlagen befinden sich zudem am Sportpark Schlingsbruch. Zusätzlich sind dort ein Beachvolleyballfeld und eine große Grillhütte vorhanden.

### Regelmäßige Veranstaltungen

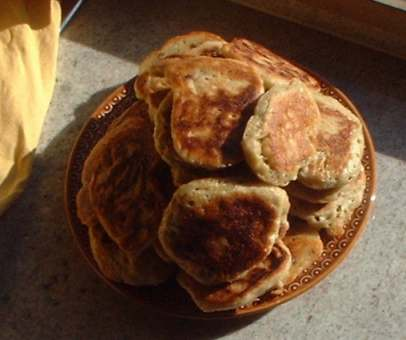
Teller mit lippischem Pickert

Jährlich findet das Osterfeuer der Freiwilligen Feuerwehr auf dem Schlingsbruch statt. Viele Jahre organisierte der RSV Schwalbe Augustdorf ein Volksradfahren. Diese Veranstaltung wurde jedoch aufgrund durch den Verein nicht erfüllbarer sicherheitstechnischer Auflagen eingestellt. Die Herbstkirmes ist am zweiten Oktoberwochenende. Am zweiten Wochenende im Dezember ist in Augustdorf ein Weihnachtsmarkt.
Das feste Jahresprogramm wird durch eine Varietéveranstaltung ergänzt. Diese wurde vom Kulturkreis Augustdorf e. V. ins Leben gerufen. Nach der Auflösung des Vereins wird das Varietè von einer Künstleragentur fortgeführt.

### Kulinarische Spezialitäten
Unter Lippischem Pickert versteht man kleine Kuchen aus Hefe, Mehl und Kartoffeln, die mit Korinthen und Rosinen in der Bratpfanne gebacken werden. Der Pickert wird warm gegessen und mit gesalzener Butter, Rübenkraut, Marmelade oder Leberwurst bestrichen.

## Wirtschaft und Infrastruktur

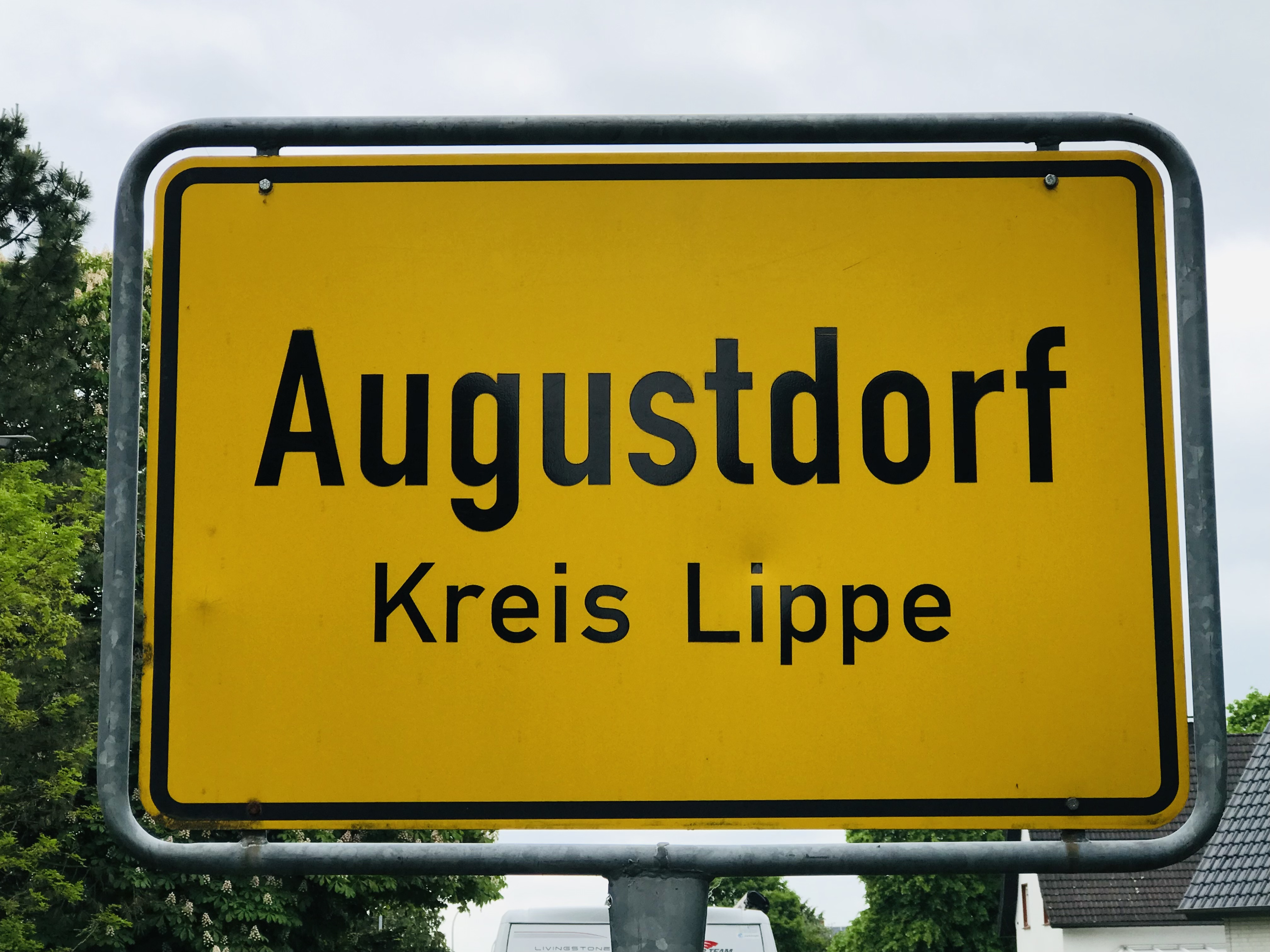
Augustdorfer Ortseingangsschild

### Verkehr
Von Augustdorf sind es in südwestlicher Richtung ca. 9 km bis zur A 33, die Bielefeld und Paderborn verbindet. Über die Landesstraße 758 besteht eine Verbindung nach Detmold und Schloß Holte-Stukenbrock. Über Schloß Holte-Stukenbrock gelangt man auch zur Autobahnauffahrt 22 der A 33 Schloß Holte-Stukenbrock mit Anschluss an die A 2 (Hannover–Dortmund).

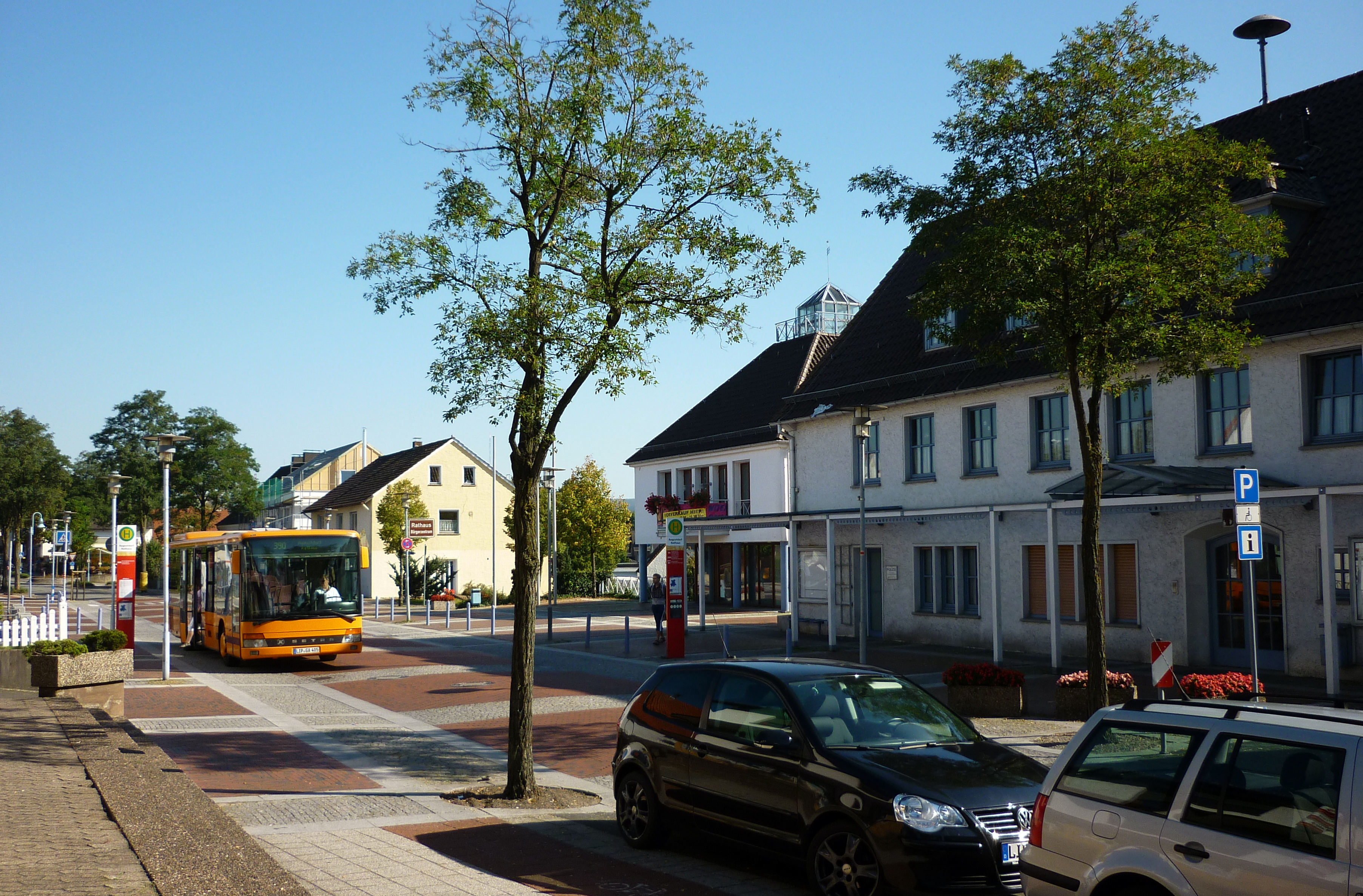
Rathaus und zentrale Bushaltestelle.

An den ÖPNV ist Augustdorf im Stundentakt über die Buslinie 390 (Stukenbrock-Detmold) angeschlossen. Darüber hinaus besteht über die Buslinie 84 Anschluss an den Bahnhof in Schloß Holte.
Der Radweg R1 führt durch Augustdorf. Dieser Radweg führt, von Frankreich kommend, bis nach Russland. Innerhalb von Deutschland wird er auch als D-Route3 bezeichnet. Eine Infotafel für Radwanderer die auf dieser Route reisen befindet sich am Rathaus. Auch ein Streckenabschnitt des 2006 eröffneten Senne-Radweges führt durch Augustdorf.
Der nächste Flughafen ist der Flughafen Paderborn-Lippstadt, etwa 40 Kilometer südlich von Augustdorf gelegen.

### Medien
In Augustdorf erscheint als einzige Tageszeitung die Lippische Landes-Zeitung. Die betreuende Lokalredaktion hat ihren Sitz in Detmold. Darüber hinaus erscheint alle zwei Monate Der Augustdorfer, ein anzeigenfinanziertes Infomagazin, das kostenlos in alle Haushalte verteilt wird. Im Internet kann man in den Augustdorfer Nachrichten, einem Onlinemagazin, alles Wichtige erfahren.
Augustdorf gehört zum Berichtsgebiet des Regionalstudios Bielefeld des WDR und von Radio Lippe, das es in der Berichterstattung als Lokalradio mit abdeckt.

### Öffentliche Einrichtungen

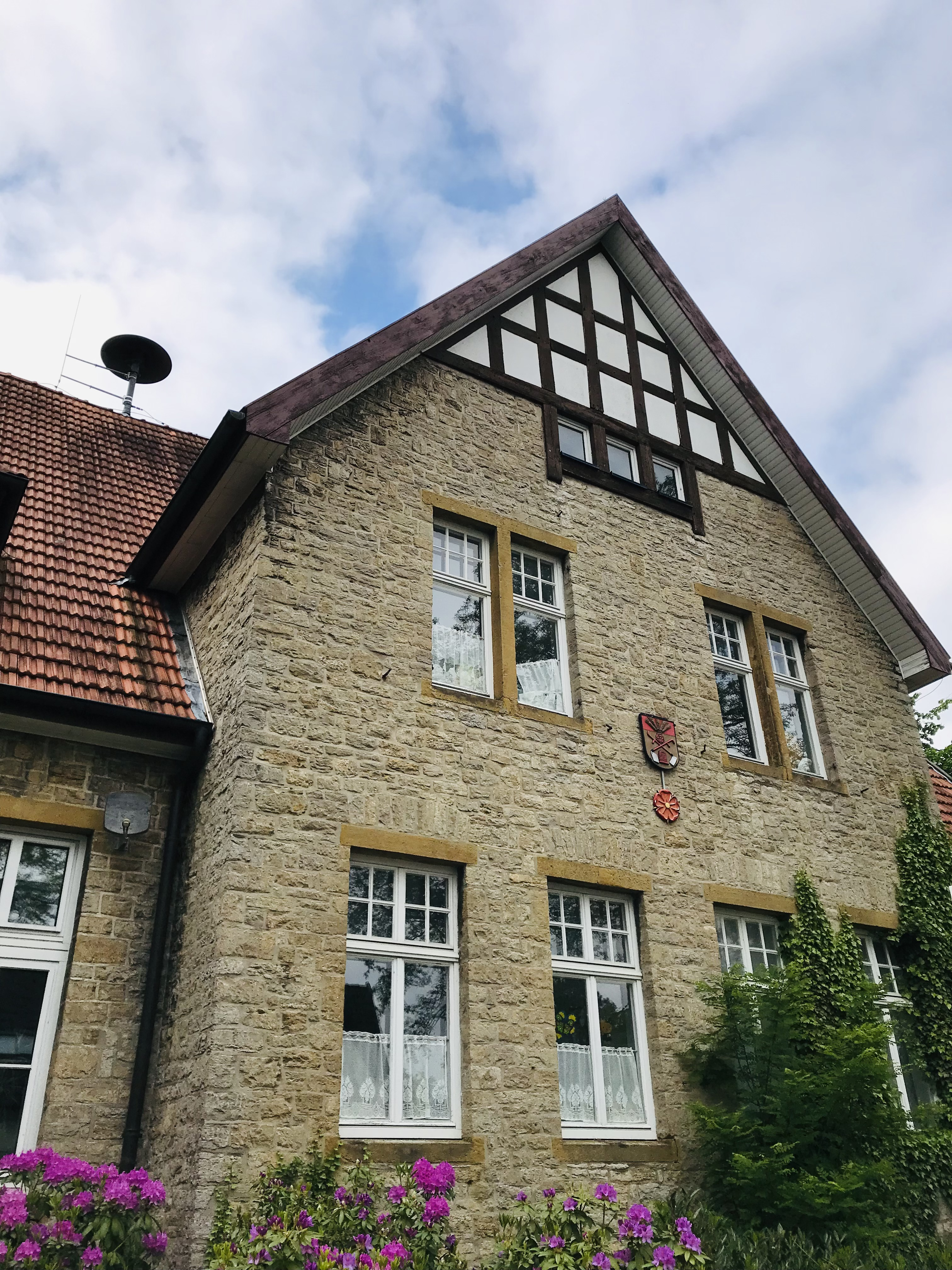
Alte Schule, heute HOT Funkenflug

Die Gemeindebücherei, die zum Komplex des Medien- und Bildungszentrums an der Haustenbecker Straße gehört, bietet den Nutzern ca. 10.000 Medien an. Zur Ausstattung gehört auch ein Internetzugang, der den Besuchern zur Verfügung steht. Das Angebot wird durch die Zusammenarbeit mit den Büchereien der Nachbarkommunen und der Lippischen Landesbibliothek ergänzt.
Die Jugendsiedlung Heidehaus ist Trägerin des HOT Funkenflug. In dem Haus der offenen Tür wird offene Jugendarbeit praktiziert.
Seit 1964 gibt es in Augustdorf das Freibad am Inselweg mit einem 341 m² großen Nichtschwimmerbecken und einem 994 m² großen Schwimmerbecken mit 50-Meter-Bahnen. Darüber hinaus gibt es einen 3-Meter-Sprungturm. Das Freibad ist von Anfang Juni bis Ende August geöffnet. Seit 2014 ist es wegen technischer Mängel geschlossen.
Am Freizeitgelände Schlingsbruch kann ein Grillplatz, der in Verantwortung des FC Augustdorf e. V. steht, angemietet werden.
Die Gemeindewerke Augustdorf sind für die Wasserversorgung und die Abwasserbeseitigung in der Gemeinde zuständig. Zusätzlich sind sie in der Gewässerunterhaltung tätig. Die Wasserversorgung ist ein Eigenbetrieb; die Abwasserbeseitigung eine Eigenbetrieb-ähnliche Einrichtung.

### Bildung

#### Allgemeinbildende Schulen
Die Gemeinde bietet neben sechs Kindergärten und Kindertageseinrichtungen die Schulformen Grundschule und Realschule an. Dies sind im Einzelnen die Grundschulen Auf der Insel (am Inselweg) und In der Senne und die Realschule Augustdorf. Im Jahr 2007 wurden an den allgemeinbildenden Schulen der Gemeinde mit 95 Lehrkräften insgesamt 1300 Schüler unterrichtet, davon 42,3 % an den Grundschulen, 24,8 % an der Hauptschule und 32,9 % an der Realschule. Die Erich Kästner Schule, eine Hauptschule, lief mit dem Schuljahr 2014/15 aus. Das Schulgebäude wurde größtenteils von der Realschule übernommen. Aber auch eine Kindertagesstätte und ein Medien- und Bildungszentrum finden dort Platz.

#### Berufsausbildung
Die Jugendhilfeeinrichtung des Vereins Jugendsiedlung Heidehaus e. V. ermöglicht auch Jugendlichen außerhalb der Einrichtung eine Berufsausbildung.

#### Erwachsenenbildung
Für die Erwachsenenbildung ist die Volkshochschule (VHS) Lippe West zuständig. Darüber hinaus ist das Umweltbildungszentrum der GNS Senne im Ort ansässig.

### Ansässige Unternehmen
In der Gemeinde Augustdorf gibt es etwa 550 Gewerbebetriebe; Wirtschaftsschwerpunkte sind Maschinenbau, Metallverarbeitung und -veredelung, die Glasproduktion sowie die Kunststoff- und Holzverarbeitung. Das Industriegebiet liegt im Westen der Gemeinde und erstreckt sich über 69 ha.
Die Albert Freise GmbH unterhält eine Sortier- und Kompostieranlage für Abfallentsorgung und Recycling. Sie betreut über 900 Absetzmulden in Lippe. Die Ferrum Edelstahlhärterei GmbH existiert seit 1975 und ist laut eigenen Angaben Vorreiter in der modernen Werkzeugbehandlung. Seit 1980 werden in Augustdorf Isolierverglasungen hergestellt. 170 Mitarbeiter beschäftigt die Saint-Gobain Glassolutions Augustdorf GmbH in ihrem Werk am Nord-West-Ring. Vor der Übernahme durch Saint Gobain hieß die Firma „Teuto Glas“. Windmöller Flooring Products WFP GmbH (vormals Witex) stellt seit 1978 Hartbodenbeläge in Augustdorf her. 1991 wurde die Produktpalette um Laminatböden ergänzt. W.S. Holzfertigung GmbH ist ein Zulieferbetrieb für Sonderteile in der Küchen-, Bad- und Büromöbelbranche. Gegründet wurde das Unternehmen 1987; 1990 konnte das 15.000 m² große Betriebsgelände bezogen werden. Die Fertigungshallen, in denen 50 Mitarbeiter tätig sind, sind 9500 m² groß. Zu den größeren Unternehmen, die in der jüngeren Zeit nach Augustdorf gezogen sind, zählt auch die Firma Alphacaps.

## Persönlichkeiten
- Ludwig Altenbernd (1818–1890), Heimatdichter
- Walter Heistermann (1912–1998), deutscher Philosoph und Hochschulrektor in Berlin
- Manfred Böcker (1940–2023), Konrektor der Hauptschule und Ratsmitglied (1970–1989) in Augustdorf
- Dirk Backen (* 1960), ehemaliger Kommandeur der Panzerbrigade 21
- Wotan Wilke Möhring (* 1967), deutscher Schauspieler
- Andreas Andrew Gräser, deutscher Sänger und Gitarrist
- Tujamo (* 1988, eigentlich Matthias Richter), international bekannter DJ und Produzent